# 普罗旺斯

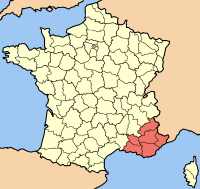
普罗旺斯地区

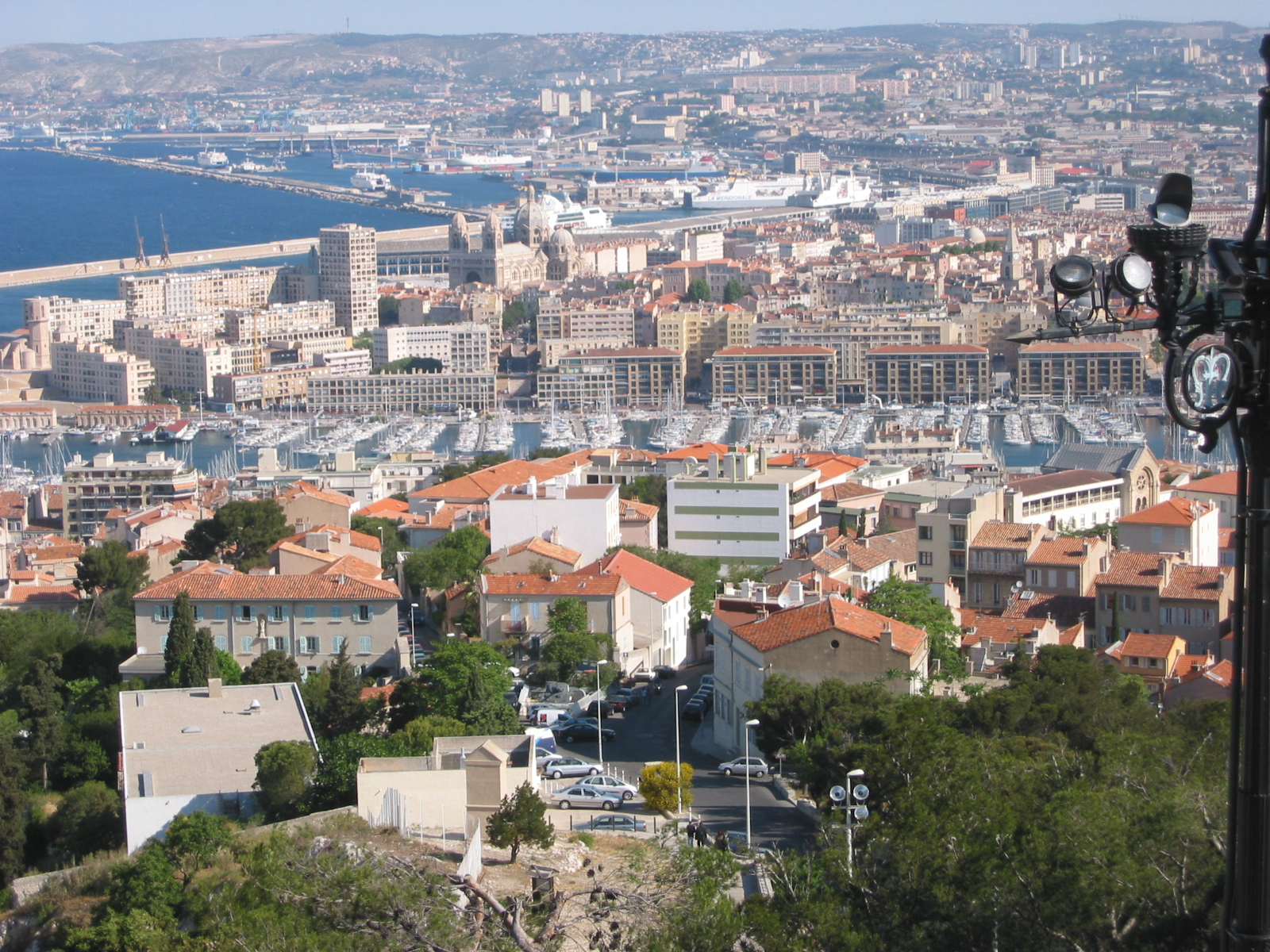
位于普罗旺斯的马赛港

普罗旺斯（法語：Provence，法語：[pʁɔvɑ̃s] ⓘ；奧克語： （传统拼写）或 （米斯特拉尔式拼写）, 發音：[pʀuˈvɛnsɔ]），法国东南部的一个地区，古代时是古罗马的一个行省，毗邻地中海，和意大利接壤。从阿尔卑斯山经里昂南流的罗讷河，在普罗旺斯附近分为两大支流，然后注入地中海。
历史上的普罗旺斯地域范围变化很大，古罗马时期普罗旺斯行省北至阿尔卑斯山，南抵比利牛斯山脉，包括整个法国南部。18世纪末法国大革命时，普罗旺斯成为5个行政省份之一。到了1960年代，法国被重新划分为22个大区，普罗旺斯属于普罗旺斯-阿尔卑斯-蓝色海岸大区。
普罗旺斯境内有艾克斯、马赛等名城，并出产优质葡萄酒。此地区物产丰饶、阳光明媚、风景优美，从古希腊、古罗马时代起就吸引着无数游人，至今依然是旅游胜地。普罗旺斯的薰衣草花田更是难得的美景。

## 行政区划

### 省份
普罗旺斯大略由以下六省份组合而成：
- 隆河河口省Bouches-du-Rhône，省会为马赛Marseille
- 沃克吕兹省 Vaucluse，省会为阿维尼翁 Avignon
- 上普羅旺斯阿爾卑斯省 Alpes de Haute Provence，省会为迪涅萊班Digne-les-Bains
- 滨海阿尔卑斯省 Alpes Maritimes，省会为尼斯 Nice
- 瓦尔省 Var，省会为土伦Toulon
- 上阿爾卑斯省 Hautes-Alpes，省会加普Gap

大普罗旺斯地区也可以再加入另外的两个省份
- 德龙省 Drôme - 省会瓦朗斯 Valence
- 加爾省 Gard，省会尼姆Nîmes

### 主要城市
- 艾克斯 Aix-en-Provence
- 阿尔勒 Arles
- 阿维尼翁 Avignon
- 马赛 Marseille
- 尼姆 Nîmes
- 戛纳 Cannes
- 尼斯 Nice
- 圣雷米 Saint-Rémy de Provence

## 图册

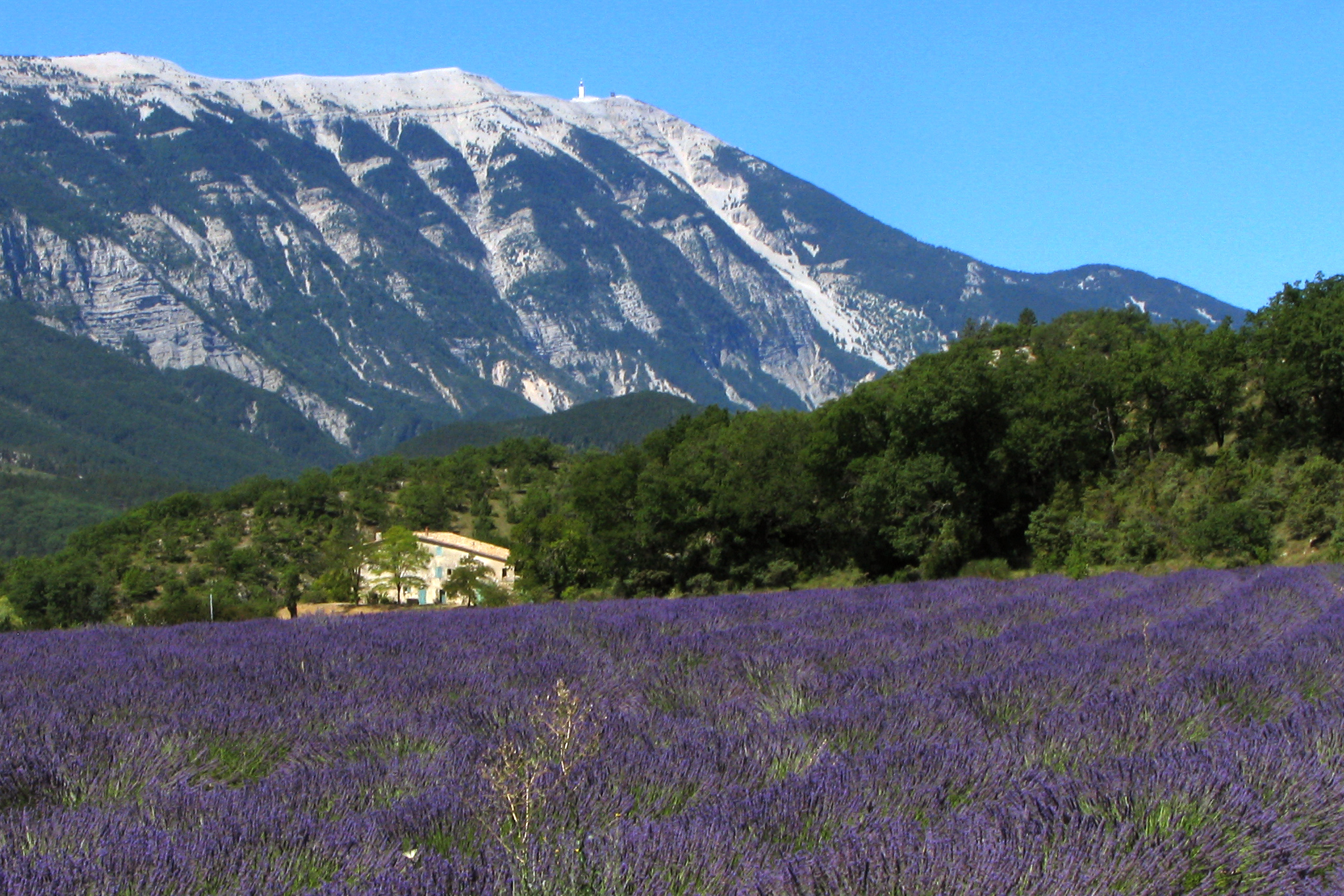
旺图山开薰衣草
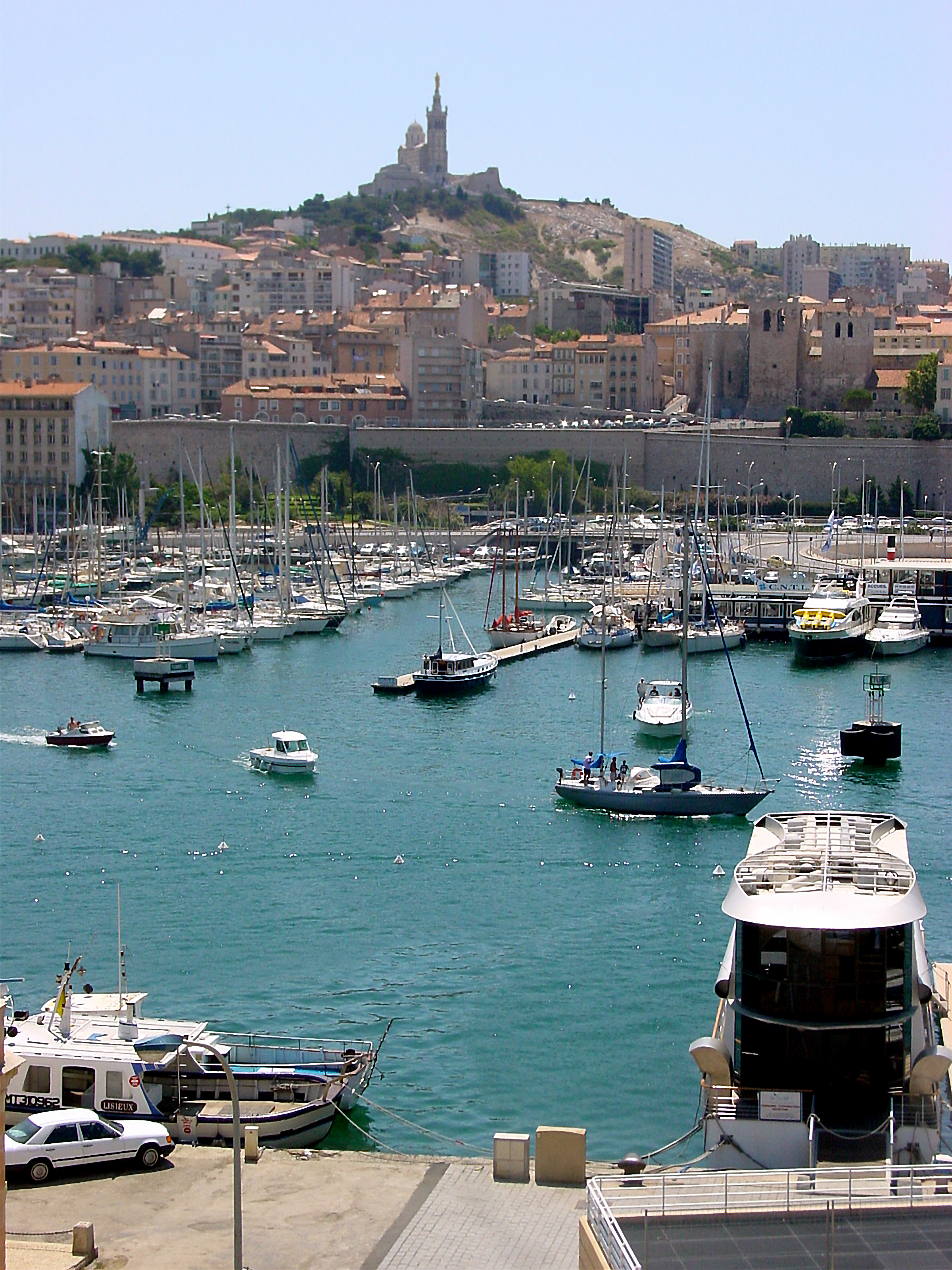
马赛旧港口
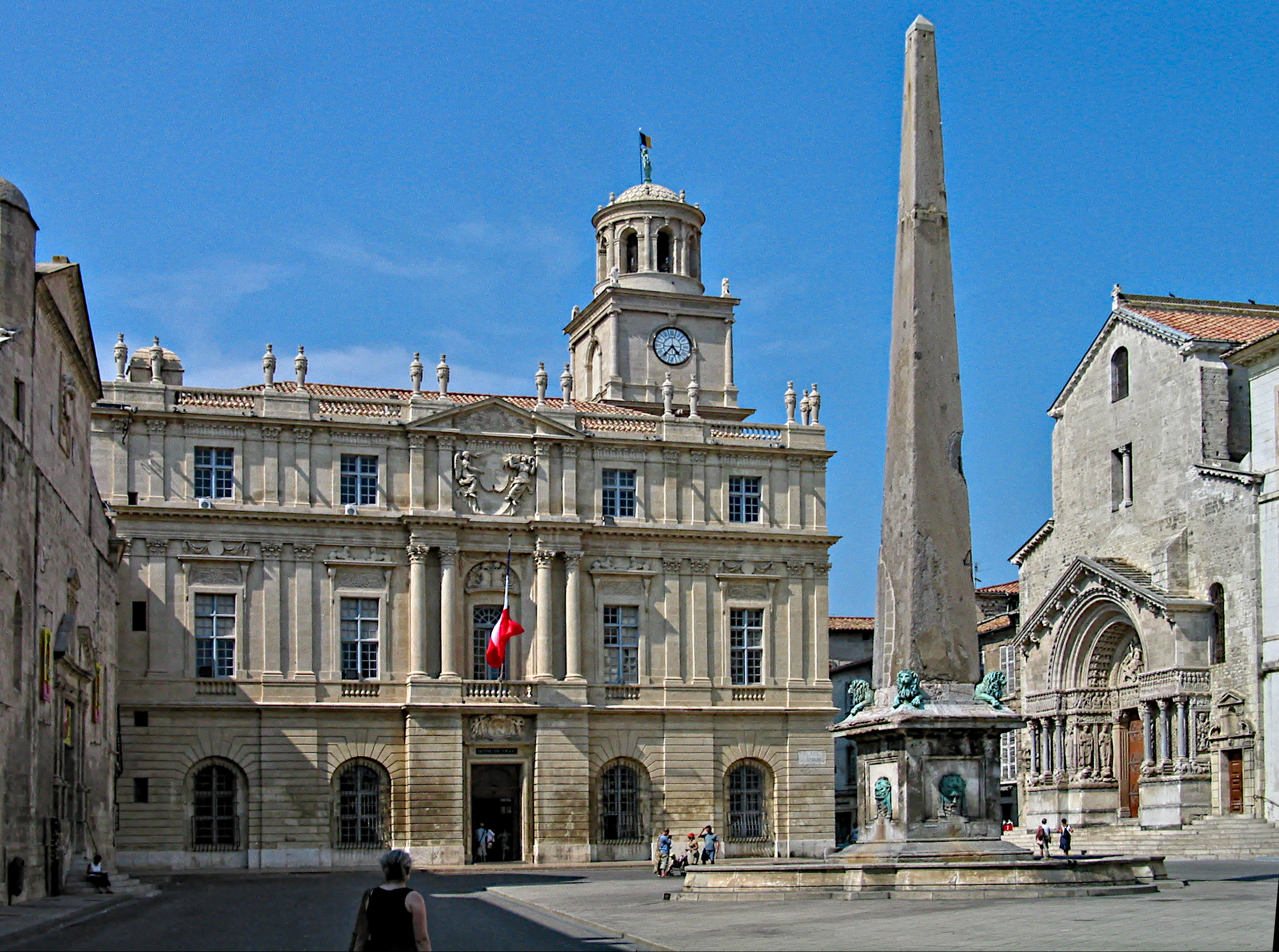
阿尔勒共和广场
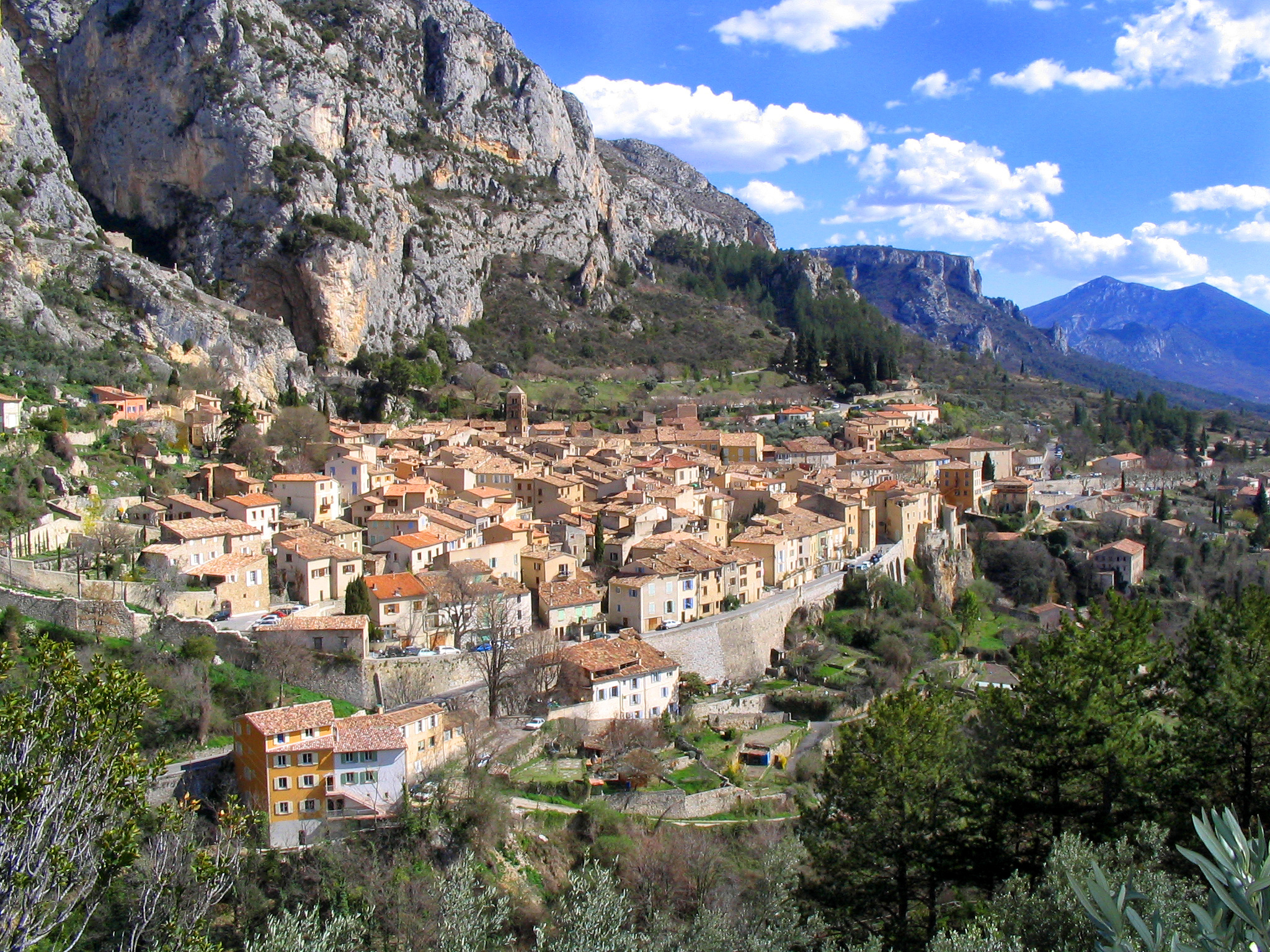
穆斯迪耶尔圣玛丽
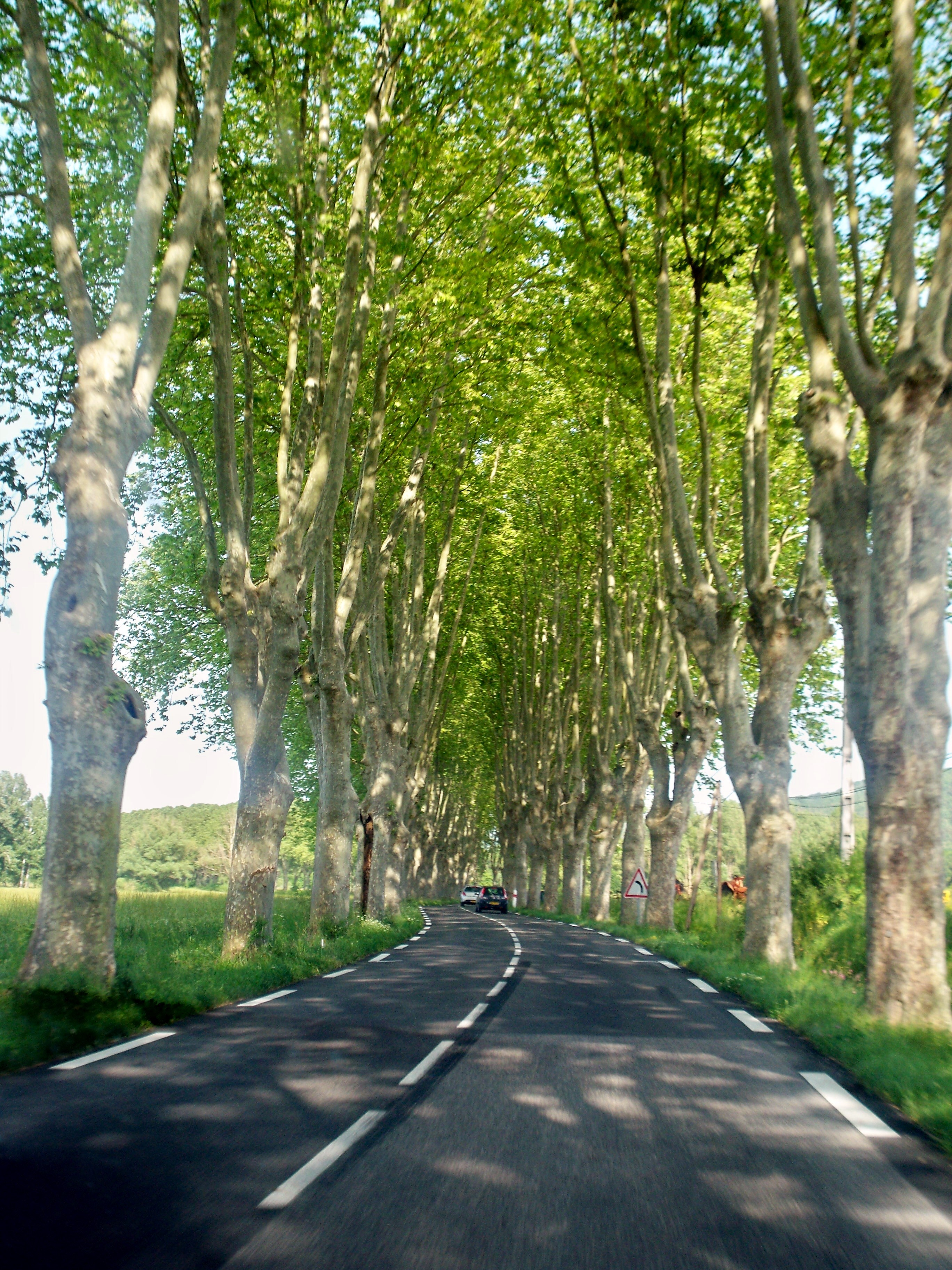
乡间小路旁的悬铃木
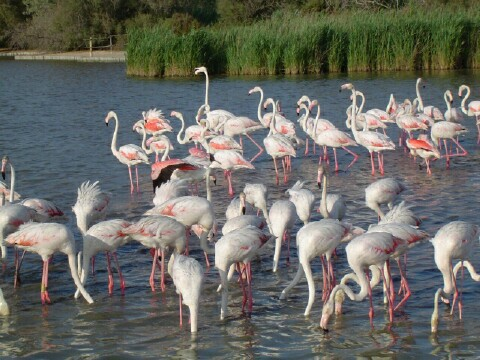
卡马格的大红鹳